# Razvoj definicija seksualnih poremećaja kod žena
Razvoj definicija seksualnih poremećaja kod žena nastao je kao potreba izmene prvobitno načinjenih definicija nastalih na osnovu seksualnih poremećaja muškaraca. Danas je nakon najnovijih razmatranja i pojave novih rezultati istraživanja, kao i pod uticajem nove terminologije nastao koncept za identifikaciju različitih seksualnih problema vezanih za žene, pa su nakadašnje definicije pretrpela određene promene. Tako je primena termin seksualni poremećaji postala podesnija za žene nego ranije korišćen pojam seksualne disfunkcije. Nova terminološka definicija i klasifikacija seksualnih poremećaja kod žena, preporučena je na Međunarodnom kongresu Svetske asocijacije za seksualno zdravlje, održanom u Montrealu 2005. godine, tako da se od tada termin seksualna disfunkcije koristiti samu u njegovom istorijskom kontekstu, a ne u svakodnevici.

## Polazne osnove
U Dijagnostičkom i statističkom priručniku za mentalne poremećaje (engl. American Psychiatric Association, 2000), ili DSM-IV-TR, koji se zasniva na starijem, linearnom modelu seksualnog odgovora kod muškaraca, opisane su sekvenca uglavnom genitalno fokusiranih događaja (želja, uzbuđenje, orgazam). Evo  tabelarnog prikaza iz  DSM-IV-TR:
Tabela 1: DSM-IV-TR — Seksualne disfunkcije
| Poremećaj                                                     | Definiicija poremećaja |
| ------------------------------------------------------------- | --- |
| Poremećaji seksualne želje                                    | - Hipoaktivni poremećaj seksualne želje - Seksualna averzija |
| Poremećaji seksualnog uzbuđenja                               | - Seksualni poremećaj kod žena - Poremećaj muške erekcije |
| Orgazmički poremećaji                                         | - Ženski poremećaj orgazma - Muški poremećaj orgazma - Prerana ejakulacija |
| Seksom izazvana bol                                           | - Dispareunja - Vaginizam |
| Seksualne disfunkcije zbog generalizovanih medicinskih stanja | - Poremećaj hipoaktivne seksualne želje kod žena - Poremećaj hipoaktivna seksualna želje kod muškaraca - Muški erektilni poremečaj - Ženska dispareunija - Muška dispareunija - Ostale ženske seksualne disfunkcije - Druge muške polne disfunkcije - Seksualne disfunkcije uzrokovane supstancama |

Kako se koncept linearnog modela za žene zasnivao na istraživanju koje je sprovedeno na muškarcima, to se nije dobro slagalo sa ženskim seksualnim odgovorima, prvobitne smernice DSM-IV-TR za klasifikaciju i dijagnozu seksualnih poremećaja nisu bile prikladne kada se radi o označavanju i/ili dijagnostikovanju ženskih seksualnih poremećaja, kao što je to slučaj sa muškim seksualnim „disfunkcijama", što se vidi iz gore prikatanog u tabeli br.1

## Razvoj konsenzusa o seksualnom poremećaju kod žena
Dve međunarodne konferencije o daljem razvoju konsenzusa o seksualnim poremećajima kod žena, održane su 1998. i 2003. godine kako bi se revidirale definicije seksualne disfunkcije žena. 
1998. godina
Prvi panel konsenzusa sazvan je pre sastanka Foruma o ženskim seksualnim funkcijama (FSFF) 1998. godine. Ovaj panel sastavljen oko konsenzusa sastojao se od 19 interdisciplinarnih stručnjaka iz oblasti ženskih seksualnih disfunkcija iz pet zemalja. 
Cilj konferencije bio je razvoj konsenzusa za procenu i revidiranje postojećih DSM definicija i klasifikacija ženske seksualne disfunkcije, kao i onih iz Međunarodne statističke klasifikacije bolesti i povezanih zdravstvenih problema Svetske zdravstvene organizacije-10 (ICD-10) iz oblasti psihogene i organske perspektive i pružanje daljih kliničkih smernica za konačni ishoda istraživanja u oblasti dijagnostike i terapije. Klasifikacija nastala konsenzusom iz 1998. sumarno je i prikazana u tabeli br. 2.
Tabela 2: Prva međunarodna konferencija o razvoju konsenzusa — Definicije seksualne disfunkcije žena (1998)
| Pojam                    | Definicija seksualne disfunkcije |
| ------------------------ | --- |
| Seksualna želja          | - A. Hipoaktivni poremećaj seksualne želje (HHSD) — definisan kao trajni ili ponavljajući nedostatak (ili odsustvo) seksualnih fantazija i/ili želja za, ili prijemčivost na, seksualne aktivnosti, što uzrokuje lične nevolje. - B. Poremećaj seksualne averzije (SAD) — trajna ili ponavljajuća fobijska odbojnost prema seksualnom partneru i izbegavanje seksualnog kontakta, što uzrokuje lične nevolje. |
| Seksualno uzbuđenje      | - Trajna ili povratna nesposobnost da se postigne ili održi dovoljna seksualna uzbuđenja, koja izaziva lične nevolje. Može se izraziti kao nedostatak subjektivnog uzbuđenja ili nedostatka podmazivanja / oticanja genitalija ili nekog drugog somatskog odgovora. |
| Orgazmički poremećaj     | - Stalna ili povremena poteškoća, odlaganje ili odsustvo postizanja orgazma nakon dovoljne seksualne stimulacije i uzbuđenja, što izaziva lične nevolje. |
| Dispareunija             | - Težak ili bolan seksualni odnos, koji je povezana sa ponavljajućim ili perzistentnim genitalnim bolom izazvanim seksualnim odnosom, koji izaziva lične nevolje. |
| Vaginizam                | - Ponavljajući ili uporni nevoljni grč muskulature spoljne trećine vagine koji ometa vaginalnu penetraciju, što uzrokuje lični stres. |
| Nekoitalna seksualna bol | - Ponavljajući bol ili perzistentan genitalni bol uzrokovan nekoitalnom seksualnom stimulacije, što uzrokuje lične nevolje. |

Iako je, u poređenju sa smernicama DSM i ICD-10, kao lični kriterijum dodata  „lična nevolja”,  nova kategorija neseksualnog poremećaja — seksualni bol, te smernice nisu bile lako prihvaćene. Jedan od glavnih problema sa ovom klasifikacijom ženske seksualne disfunkcije bio je taj da se ona zasnivala na trifaznom funkcionalnom obrascu želje, uzbuđenju i orgazmu, kako su seksualni odgovor opisali Masters i Johnson, a kasnije je preradio Kaplan.
Iako trifazni model široko prihvaćan, on se zasniva na muškom linearnom modelu seksualne funkcije, koji možda ne opisuje seksualno iskustvo žena. Žene mogu doživjeti seksualno uzbuđenje, orgazam i zadovoljstvo bez seksualne želje, a mogu doživeti želju, uzbuđenje i zadovoljstvo bez orgazma. Ako žena ima seksualno zadovoljstvo i ne prolazi kroz sve linearne faze ciklusa seksualnog odgovora, treba li je smatrati seksualnom disfunkcionalnom? 
Osim toga, ovaj model ne uzima u obzir dokumentovanu raznolikost načina na koje žene seksualno reaguju.
Nelinearne modele seksualnog odgovora koji su predložili Whipple i Brash-McGreer (1997) na osnovu Reedovog modela i Bassona (2001a, 2001b) dalje su stavljeni u razmatranje u Kliničkom postupku Asocijacije stručnjaka za reproduktivno zdravlje (ARHP) (2005).
2001. godina
Nakon prvog sastanka o konsenzusu, Sugrue i Whipple (2001) su ukazali na potrebu da se počne sa identifikacijom i definisanjem onoga što je normalno pre nego što se može raspravljati o bilo kojoj patologiji, i insistirali su na tome da se na osnovu onoga što žene navode istraživačima, kliničarima i vršnjacima, može smatrati normalnom seksualnom funkcijom žene, bez fizičkih ili psiholoških prepreka, uključuje:
- sposobnost doživljavanja zadovoljstva ili zadovoljstvo nezavisno od pojave orgazma;
- želja ili receptivnost žene da doživi seksualno zadovoljstvo i seksualno zadovoljenje;
- fizička sposobnost reagovanja na stimulaciju (vazokongestija) bez bola ili tegoba;
- sposobnost doživljavanja orgazma u odgovarajućim okolnostima (želja za orgazmom, nedostatak distrakcije, efektivna stimulacija, erotski fokus, itd.).

2003. godina
Druga međunarodna konsultacija o seksualnoj medicini održana je u Parizu u julu 2003. godine. Međunarodni odbor za definicije sastavljen od 13 stručnjaka iz sedam zemalja predložio je niz bitnih promena u postojećim definicijama seksualnih poremećaja žena i predstavio njihove nove definicije, koje su sažete u tabeli br.3.
Tabela 3: Druga međunarodna konferencija o razvoju konsenzusa — Definicije seksualne disfunkcije žena (2003)
|                                                         | Definicija |
| ------------------------------------------------------- | --- |
| Ženski seksualni interes — poremećaj želje              | - Nema odsutnih ili umanjenih osećaja seksualnog interesa ili želje, odsutnost seksualnih misli ili fantazija, i nedostatka želje za odazivom. - Motivacije (ovde definisane kao razlozi ili podsticaji) za pokušaj seksualnog uzbuđenja kod ovih žena je oskudna ili je nema. - Smatra se da nedostatak interesa nadmašuje normativno smanjivanje životnog ciklusa i trajanja odnosa. |
| Subjektivni poremećaj seksualnog uzbuđenja              | - Odsustvo ili izrazito smanjeno osećanje seksualnog uzbuđenja (seksualno uzbuđenje i seksualno zadovoljstvo) od bilo koje vrste seksualne stimulacije. - Još se javljaju: vlaženje vagine ili drugi znaci fizičkog odgovora na seksualno uzbuđenje. |
| Kombinovani genitalni i subjektivni poremećaj uzbuđenja | - Odsustvo ili izrazito smanjen osećaj seksualnog uzbuđenja (seksualnog uzbuđenja i seksualnog zadovoljstva) od bilo koje vrste seksualne stimulacije kao i pritužbe nastale kao posledica odsutnog ili narušenog solnog uzbuđenja (oticanje vulve, ovlaživanje genitalija). |
| Poremećaj genitalnog seksualnog uzbuđenja               | - Žalbe na odsutnost ili poremećaj polnog uzbuđenja polnih organa. - Samoprocena može uključivati minimalno oticanje vulve ili vlaženje vagine nakon bilo koje vrste seksualne stimulacije i smanjene seksualne senzacije nakon milovanja genitalija. - Subjektivno seksualno uzbuđenje i dalje se javlja iz negenitalnih stimulusa. |
| Poremećaj trajnog seksualnog uzbuđenja                  | - Ranije smatran jako retkomm, u kliničkoj praksi se sve češće susreću pritužbe žena na intruzivnu spontanu sa genitalijama povezanu glavobolju, koje nije otkrivena tokom orgazma. Stoga je Odbor predložio sledeću definiciju za poremećaj trajnog seksualnog uzbuđenja kao — spontano intruzivno i neželjeno genitalno uzbuđenje (npr trnci, pulsiranje) u odsustvu seksualnog interesa i želje...svaki oblik svesnosti o tipičnom subjektivnom uzbuđenju, ali ne nepromenjivom i neugodnom...uzbuđenje koje se ne oslobađa nakon jednog ili više orgazama, a osećaji uzbuđenja traju satima ili danima. |
| Orgazmički poremećaj žena                               | - Uprkos samoproceni o visokom seksualnom uzbuđenju — postoji nedostatak orgazma, izrazito smanjen intenzitet orgazmičkih senzacija, ili izraženo odlaganje orgazma nakon bilo koje vrste stimulacije. |
| Vaginizam                                               | - Uporne ili ponavljajuće poteškoće koje ženi onemogućavaju vaginalnu penetraciji penisa, prsta i/ili bilo kojeg predmeta, uprkos izraženoj želji žene. - Često je to fobično izbegavanje i anticipacija (strah) nastalo na osnovu doživljeno iskustva bola, i udruženo je sa promenljivom kontrakcijom nevoljnih mišića karlica. - Strukturne ili druge fizičke abnormalnosti moraju biti isključene. |
| Dispareunija                                            | - Trajni ili ponavljajući bol nakon pokušaja ili potpunalne vaginalne penetracije penisa. |

## Napomene
1. ↑  Sada nazvan  Međunarodno društvo za proučavanje seksualnog zdravlja žena (ISSWSH).

## Literatura
- Whipple, B. & Owens, A. F. (2007). The evolution of definitions for women’s sexual disorders. In J. Kuriansky (Series Ed.) & A.F. Owens & M. S. Tepper (Vol. Eds.). Sex, Love, and Psychology: Sexual Health, Vol. IV. State-of-the-Art Treatments and Research. Westport, CT: Praeger, pp. 383-389.

## Spoljašnje veze
|  | Molimo Vas, obratite pažnju na važno upozorenje u vezi sa temama iz oblasti medicine (zdravlja). |